# Ait Sedrate Jbel El Soufla
Ait Sedrate Jbel El Soufla (àrab آيت سدرات الجبل السفلى) és una comuna rural de la província de Tinghir de la regió de Drâa-Tafilalet. Segons el cens de 2014 tenia una població total de 5.273 persones.